# 盧濬
盧濬（1464年—？），字希哲，浙江台州府天台縣人，民籍，明朝政治人物。

## 生平
成化十九年（1483年）癸卯科浙江鄉試第二十一名舉人。成化二十三年（1487年）中式丁未科會試第一百八十一名，二甲第七十五名進士。歷官黄州府、南安府知府，十八年二月考察。调任邵武府，正德三年（1508年）二月考察去職。

## 家族
曾祖盧得深；祖父盧巗，教諭；父盧榮，教諭。母潘氏。具庆下。